# Изюмский приборостроительный завод
Изюмский приборостроительный завод (ИПЗ, год основания 1923 год, город Изюм Харьковской области, Украина) — производственное предприятие оптического стекловарения и оптического приборостроения, оптико-электронной промышленности, осуществляющая производство оптического стекла, оптических элементов, оптических компонентов и оптических систем, огнеупоров и керамики. Проводит опытные конструкторские работы и научные технологические работы в области оптических систем и опытного оптического стекловарения. С декабря 2010 года предприятие включено в военно-промышленный комплекс (ВПК Украины) в составе государственного управляющего концерна Укроборонпром.

## История

### Основы фабрично-заводской промышленности
Весной 1888 года профессор Петербургского университета Д. И. Менделеев по просьбе управляющего акционерным обществом юго-западных железных дорог С. Ю. Витте был направлен с экспедицией в Харьков.
В экспедиции Д. И. Менделеев исследовал основы фабричной и заводской промышленности, местные виды промышленности, историческое и экономическое значение фабричной и заводской промышленности, вещества природы, применяемые в фабричной и заводской промышленности, места устройства фабрик и заводов.
По завершении экспедиции он представил доклад в Комитет Министров Российской Империи, выступает на заседании Русского Физико-Химического Общества, публикует развернутую статью в журнале «Северный Вестник» № 8, 1888 года под заглавием «Будущая сила, покоящаяся на берегах Донца». Д. И. Менделеев рассматривает фабричную и заводскую промышленность, основанную на местном промышленном применении донецкого каменного угля, приводит примеры использования топок, печей, муфелей, тиглей, с высокой температурой тысячи градусов, и заключает: «Стекло пойдет на восток как венецианское». Исследовательские работы Д. И. Менделеева по основам фабричной и заводской промышленности, по месту устройства фабрик и заводов сыграли важную роль в принятии решения Военным советом Российской империи о строительстве казенных заводов.
В 1914 году первые попытки опытного стекловарения на императорских заводах в Петрограде не давали положительных результатов: печи с топливом на дровах оказались непригодными для варки оптического стекла.
В 1916 году с частной английской компанией «Ченс Братья и Компания» удалось договориться о передаче патента на оптическое стекловарение, в том числе чертежей и приёмов стекловарения. С целью подробного ознакомления с технологическим процессом производства, Н.Н. Качалов, И. В. Гребенщиков, Г. Ю. Жуковский, другие инженеры, печники и стекловары для передачи опыта на месте выезжают в Англию.

### Проект в Главном Артиллерийском Управлении
23 апреля 1916 года Военный Совет Российской Империи во главе с военным министром Шуваевым Дмитрием Савельевичем, членами совета генералом Поливановым Алексеем Андреевичем, генералом Сухомлиновым Владимиром Александровичем «постановил приступить к строительным работам казенного завода оптического стекла в городе Изюме», разработка технического проекта была поручена Главному Артиллерийскому Управлению. 12 мая 1916 года начальник главного артиллерийского управление генерал Маниковский Алексей Алексеевич выносит постановление № 297 о формировании хозяйственно-строительной комиссии под руководством полковника Добродумова В. А. 15 мая 1916 года полковник Добродумов В. А. обращается с рапортом № 53, в котором для постройки завода оптического стекла в Изюме просит выдать аванс на производство чертежных работ по разработке проекта.
В хозяйственно-строительной комиссии по постройке казенного завода оптического стекла в городе Изюме принимали участие начальник главного артиллерийского управления генерал Маниковский Алексей Алексеевич, председатель комиссии полковник Добродумов В.А, научный руководитель доктор химии Курнаков Николай Семёнович, профессор химии Жуковский Григорий Юльевич, для консультаций в освоении технологии варки и выработки оптического стекла принимали участие ведущие специалисты Императорского Фарфорового завода Качалов Николай Николаевич, Рождественский Дмитрий Сергеевич, Гребенщиков Илья Васильевич, Грум-Гржимайло Владимир Ефимович.
30 октября 1916 года Военный Совет Российской Империи «постановил приступить к строительным работам казенного завода оптических приборов в городе Изюме». На необходимость завода по оптическому стекловарению и оптическому приборостроению указывал опыт предприятий Шотта и Цейсса в городе Йена, «связь стекловаренного и оптического заводов намечена Главным Артиллерийским Управлением в городе Изюме, где оба завода предполагается расположить на одной территории». После согласования проекта строительства работы переносятся из города Петербурга в город Изюм.

### Строительство завода оптического стекла
Строительство заводов оптического стекловарения и оптического приборостроения предполагалось провести в два строительных сезон c 1916 по 1917 годы. 7 августа 1916 года полковник Добродумов В. А., офицеры и военные инженеры Главного Артиллерийского Управления, профессор химии Жуковский Г. Ю. прибыли в город Изюм. Строительные работы проводились по проекту на территории казенного винокуренного завода по «Изюмскому Шляху» на окраине города Изюма, шлях был расширен на «шесть сажень», завезена «фасонка», построены жилые дома для офицеров, инженеров и служащих, здание заводоуправления и цех оптического стекловарения. В 1917 году строительные работы проводились в летнее время. В этот период на Изюмском заводе оптического стекла ожидали поставку оборудования из Петрограда, однако вагоны с оборудованием не прибыли в город Изюм и были остановлены в городе Воронеж, переправлены в город Пермь, затем в город Подольск и город Красногорск.
15 марта 1918 года было объявлено о «расстройстве военной промышленности». С апреля 1918 года по ноябрь 1918 года в связи с германской оккупацией города Изюма строительство завода остановилось. Офицеры и военные инженеры Главного Артиллерийского Управления отбывают в город Харьков, затем в город Петроград. Профессор химии Жуковский Григорий Юльевич устраивается на работу в Харьковский Политехнический Институт на кафедру химии силикатных материалов, где проводит научные и исследовательские работы по технологии оптического стекловарения. В библиотеке Харьковского Политехнического Института сохранились научные и исследовательские издания с автографом Жуковского Григория Юльевича.
1 октября 1919 года заводы Главного Артиллерийского Управления были переданы в Главное Управление Военной Промышленности (ГУВП) при ВСНХ. В период 1923 и 1924 годов ГУВП ВСНХ приступает к восстановлению заводов военной промышленности.

### Первое оптическое стекловарение
13 мая 1923 года профессором химии Харьковского Политехнического Института Жуковским Григорием Юльевичем на Изюмском заводе оптического стекла сварено крон стекло. 13 мая 1923 года вошло в историю завода как день рождения Изюмского завода оптического стекла. 15 декабря 1926 года ГУВП ВСНХ приступает к формированию военно-промышленных трестов, в 1930 года ГУВП ВСНХ формирует трест (объединение) оптических предприятий Государственные Оптико-Механические Заводы (ГОМЗ) и трест (объединение) научно исследовательских институтов Государственный Оптический Институт (ГОИ).

### Эвакуация и организация производства на новом месте
В годы Великой Отечественной войны завод эвакуируется в город Никольск Пензенской области, эвакуация в городе Изюме началась согласно постановлению № 681 от 16 сентября 1941 года Государственного комитета обороны СССР об утверждении плана эвакуации предприятий из города Харькова и Харьковской области. В городе Никольске Пензенской области во время эвакуации на заводе работали главным инженером завода Бужинский Игорь Михайлович, главным технологом по стекловарению Демкина Лидия Ивановна.
В октябре 1942 года организация производства на новом месте началась с капитальной реконструкции производственных помещений на Никольском хрустальном заводе № 1, стекловаренных печей, печей отжига, горшкового производства. Для стекловарения использовалось местное сырье Никольского хрустального завода № 1 и огнеупорная глина для стекловаренных горшков из поселка Огнеупорный Челябинской области на границе с Казахстаном.
В феврале 1942 года навар оптического стекла составил более 8 тонн, через два месяца в апреле 1942 года навар оптического стекла составил более 28 тонн, выработка оптического стекла более 28 тонн или более 28 горшковых варок каждый месяц поддерживалась на протяжении всего периода работы завода в эвакуации. Оптические заготовки поставлялись на Красногорский механический завод, который в эвакуации располагался в городе Новосибирске, в настоящее время Новосибирский приборостроительный завод, на Загорский оптико-механический завод, который в эвакуации располагался в городе Томске, на Казанский оптико-механический завод, а также на многие другие заводы Наркомата Вооружений и Наркомата Авиационной Промышленности.

### Восстановление после эвакуации
После Великой Отечественной войны Изюмский завод оптического стекла из города Никольска Пензенской области не был разэвакуирован, на месте эвакуации завода был образован Никольский завод оптического стекла (НЗОС), в настоящее время Завод «Красный Гигант». Тем не менее, в июле 1943 года согласно распоряжению № 3824 от 27 июля 1943 года Государственного комитета обороны СССР Загорский оптико-механический завод в городе Томске был разэвакуирован в город Сергиев Посад и частично разэвакуирован в город Изюм. Директором был назначен Рыжов Леонид Степанович.
Согласно постановлению № 7590 от 25 февраля 1945 года Государственного комитета обороны СССР об особом комитете по организации вывоза с территории Германии промышленного оборудования, транспортных средств, сырья и готовой продукции, в 1947 году на Изюмский завод оптического стекла по репарации из Германии города Йена поступили два эшелона оборудования и прибыли 52 сотрудника с завода Карл Цейс. Начиная с 1950 года на всех заводах оптического стекла, оптико-механических заводах и заводах оптического приборостроения работало около 300 немецких специалистов. Немецкие и иностранные специалисты распределялись управлением по делам военнопленных и интернированных (УПВИ) НКВД СССР из лагеря «Свободная Германия» в городе Красногорске Московской области, из которого немецкие, румынские, японские пленные добровольно изъявляли желание работать на Красногорском, Загорском, Лыткаринском, Изюмском заводах и других заводах Наркомата Вооружения и Наркомата Авиационной Промышленности. В городе Изюме работали немецкие пленные, которые проживали свободно, и японские пленные, которые содержались под стражей.

### Строительство завода оптических приборов
В послевоенное время, кроме производства оптического стекла, большое внимание завод уделяет приборостроению и приобретает статус приборостроительного завода. Осваивается выпуск маячной аппаратуры, высокоточных измерительных наблюдательных приборов. Специалисты завода разрабатывают и внедряют технологию производства заготовок оптического секла из жидкой стекломассы, технологию электроварки оптического стекла, изготовления огнеупорных сосудов методом гидростатического прессования, технологию производства светорассеивающих марок стекла, радиационно-устойчивых, защитных рентгеновских марок стекла и др.

## Продукция

### Оптическое стекловарение
Основное производство оптического стекла располагает одной стекловаренной печью, в которой навар оптического стекла проводится в платиновых и керамических горшках, а также опытным стекловарением в лаборатории оптического стекловарения. Производственная мощность навара оптического стекла не превышает 70 тонн оптического стекла или 70 горшковых варок ежегодно. Плановое оптическое стекловарение составляет 20 типов (марок) оптического стекла, 10 типов (марок) цветного оптического стекла, 5 типов (марок) специального оптического стекла.
Выработка оптического стекла производится методом отлива стеклянной массы через край горшка в форму сляба. Стекло проходит грубый или тонкий отжига. После контроля оптического стекла по качеству, стекло поступает на распиловку и распиливается на заготовки. Заготовки оптического стекла складируются и учитываются по форме поставки, номеру варки и номеру отжига. Со склада оптические заготовки поступают на собственное производство оптических элементов или отгружаются заказчикам.
Оптическое стекло поставляется в заготовках с формой поставки: блок, квадрат, диск. Оптическое цветное стекло поставляется в заготовках с формой поставки: пластина. Стекло тонкого отжига, механически обработано, поверхности шлифованы. Протокол испытаний, подтверждающий оптическое качество стекла, прилагается с каждой поставкой. Продукция упаковывается для транспортировки стеклянных и хрупких предметов.

### Оптические элементы
Основное производство оптических элементов использует оптические заготовки от основного производства оптического стекловарения. Производственная мощность оптических элементов составляет не более 250 тысяч оптических элементов ежегодно или не более 25 тысяч оптических элементов каждый месяц. На производстве оптических элементов оптические заготовки последовательно проходят технологические операции грубого и тонкого шлифования и технологическую операцию полировки плоских, сферических, цилиндрических, параболических и других асферических поверхностей с высокой точностью формы и качества поверхностей. Основное производство оптических элементов располагает установками вакуумного напыления, на оптические элементы наносятся просветляющие, отражающие, интерференционные покрытия. Оптические элементы складируются и учитываются по форме поставки, номеру спецификации и номеру заказа. Со склада оптические элементы поступают на собственное производство оптических компонентов и оптических систем или отгружаются заказчикам.
Оптические элементы поставляется с формой поставки: окно, линза, призма, зеркало, светофильтр. Протокол испытаний, подтверждающий качество оптического элемента, прилагается с каждой поставкой. Продукция упаковывается для транспортировки стеклянных и хрупких предметов.

### Оптические компоненты
Основное производство оптических компонентов в основном изготавливает объективы и окуляры, использует в производстве оптические элементы, поступающие от собственного производства оптических элементов. Производственная мощность объективов и окуляров составляет не более 20 тысяч оптических компонентов ежегодно или не более 2 тысяч оптических компонентов каждый месяц. Объективы и окуляры, другие оптические компоненты складируются и учитываются по наименованию оптического компонента, номеру спецификации и номеру заказа. Со склада оптические элементы поступают на собственное производство оптических систем или отгружаются заказчикам. Протокол испытаний, подтверждающий качество объектива или окуляра или другого оптического компонента, прилагается с каждой поставкой. Продукция упаковывается для транспортировки стеклянных и хрупких предметов.

### Оптические системы
Основное производство оптических систем в основном изготавливает оптико-электронные системы (EOS), оптические приборы наблюдения (DVS), приборы ночного наблюдения (NVS), приборы дневного и ночного наблюдения (DNVS), оптические прицелы (OSS), оптико-электронные системы противовоздушной обороны (ADDEOS), оптико-электронные системы наведения (EOTS), оптико-электронные системы управления огнём (EOFCS) для военной техники и высоко-точного вооружения, использует оптические компоненты, поступающие от собственного производства оптических компонентов и некоторые комплектующие закупаются по кооперации на других оптико-механических предприятиях и предприятиях оптического приборостроения. Производственная мощность оптических систем составляет не более 2 тысячи оптических систем ежегодно или не более 200 оптических систем каждый месяц. Оптические системы складируются и учитываются по наименованию оптической системы и номеру заказа. Со склада оптические системы отгружаются заказчикам.

###### Оптико-электронные системы наведения (EOTS)
| Тип образца | Фото | Оптическая Система | Дальность | АСУ   | Ракета | Головка | Комплекс | НАТО     | Пусковая установка    | Экспорт |
| ----------- | ---- | ------------------ | --------- | ----- | ------ | ------- | -------- | -------- | --------------------- | --- |
| 1963        | -    | 9Ш16               | 3.0 км    | 9С415 | 9М14   | -       | Малютка  | Sagger   | БРДМ-1                | Китай, Иран, Вьетнам, Ливия, Хорватия, Болгария, Туркмения, Марокко, Йемен, Киргизия, Мозамбик, Израиль                                                  |
| 1970        | -    | 9Ш119              | 2.0 км    | 9С474 | 9М111  | -       | Фагот    | Spigot   | 9П135                 | Россия, Афганистан, Болгария, Венгрия, Индия, Иордания, Иран, Северная Корея, Кувейт, Ливия, Никарагуа, Перу, Польша, Румыния, Сирия, Вьетнам, Финляндия |
| 1974        | -    | 9Ш119              | 4.0 км    | 9С474 | 9М113  | -       | Конкурс  | Spandrel | БРДМ-2, БТР-РД        | Индия, Иран, Польша, Сирия, Египет, Болгария, Китай |
| 1978        | -    | -                  | 2.0 км    | 9С816 | 9М115  | -       | Метис    | Saxhorn  | 9П151                 | Бангладеш, Китай |
| 1980        | -    | 9Ш135              | 3.0 км    | 9С53  | 9М117  | 9Э420   | Кастет   | Swinger  | МТ-12К                | Россия, Казахстан, Хорватия, Болгария |
| 1990        | -    | ПНК                | 5.0 км    | 9С53  | 9М117  | 9Э420   | Кастет   | Swinger  | МТ-12К                | - |
| 2010        | -    | ПНИ                | 5.0 км    | -     | Стугна | 9Э431   | Стугна-П | -        | Т-55МВ, МТ-12К        | - |
| 2010        | -    | ПНБ                | 5.0 км    | -     | Р-2    | 9Э431   | Барьер   | -        | БТР-3Е, БТР-4, БМП-1У | Таиланд |
| 2010        |      | ПН-90              | 5.0 км    | -     | Р-2    | 9Э431   | -        | -        | -                     | Грузия |
| 2011        | -    | ПНС                | 5.0 км    | -     | Р-2    | 9Э431   | Скиф     | -        | -                     | Белоруссия, Азербайджан, Грузия |
| 2012        | -    | ЛКК-В              | 7.5 км    | -     | Р-2В   | 9Э431   | Барьер-В | -        | МИ-24                 | - |
| 2013        | -    | -                  | 2.5 км    | -     | Р-3    |         | Корсар   | -        | -                     | - |

## Перспектива

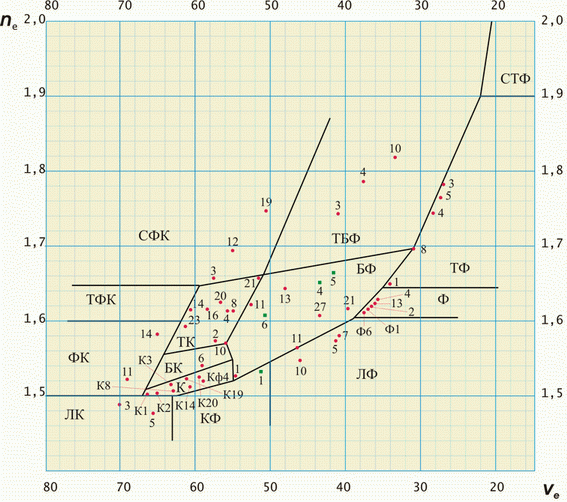
Бесцветное оптическое стекло Изюмского приборостроительного завода на диаграмме Аббе.

На заводе создается замкнутый производственный цикл от навара оптического стекла до производства сложных электронных оптических приборов.
В период 1997—1998 гг., в результате проведённой реструктуризации, завод приобретает статус Изюмского казенного приборостроительного завода, сохраняя свою направленность (оптическое стекловарение и приборостроение), научную и экспериментальную базу.
За годы независимости конструкторы и технологи завода продолжают разрабатывать и внедрять в производство новые типы оптических сред, технологические процессы, принципиально новые виды оптико-электронных приборов:
- Увеличена номенклатура навариваемого на заводе оптического стекла до 250 марок. Оптическое стекло ИПЗ

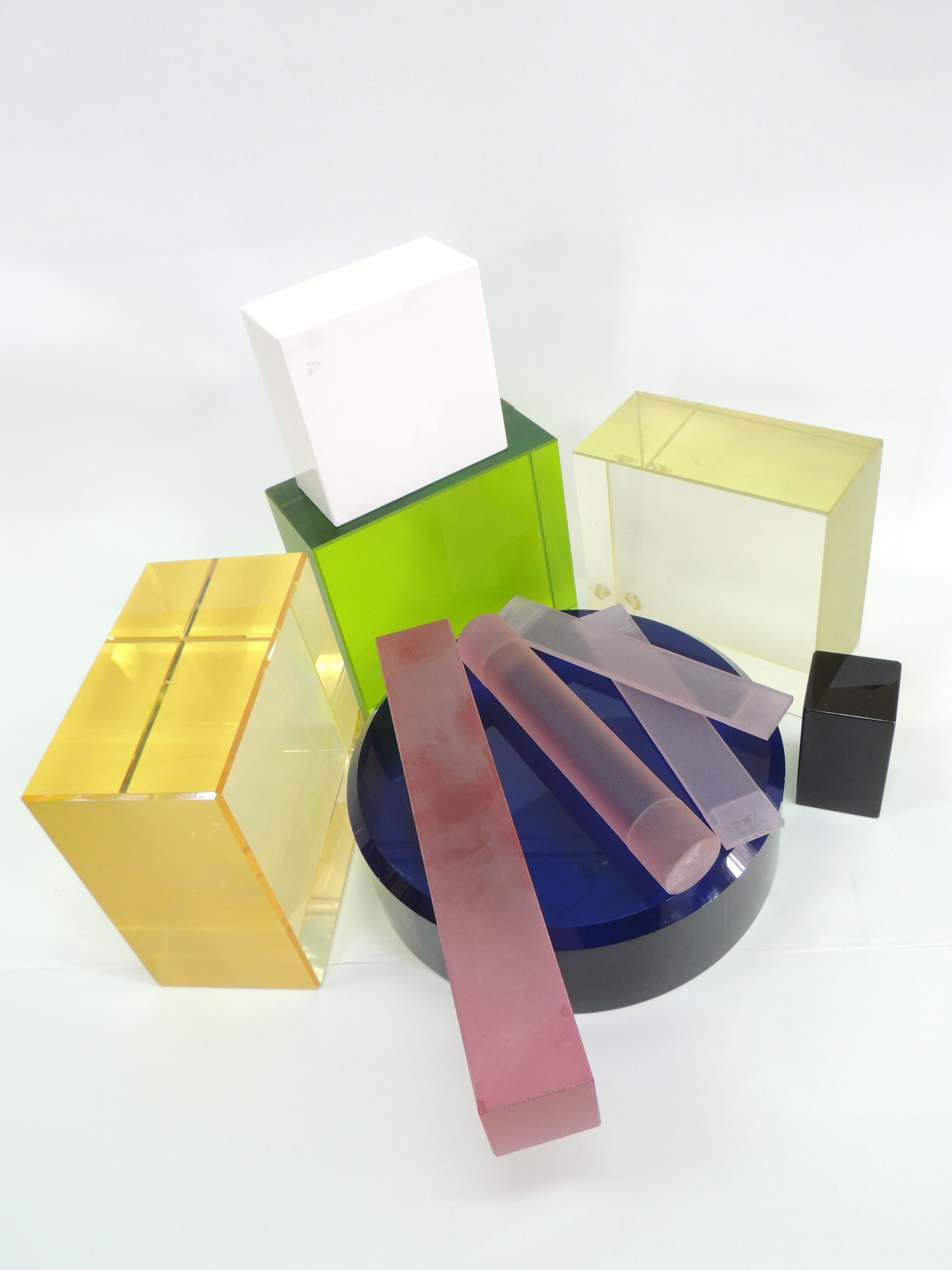
Оптическое стекло ИПЗ

- Разработана и внедрена технология упрочнения оптических деталей.
- Для решения задач прикладной оптики (увеличения или снижения пропускания, фильтрации, поляризации света) разработана технология нанесения вакуумным или химическим способом оптических, зеркальных, светоделительных, просветляющих, защитных, токопроводящих покрытий;
- Для формирования оптических пучков света в осветительных устройствах с заданной апертурой и сходимостью лучей завод изготовляет рефлекторы с поверхностью второго порядка (сфера, эллипсоид, параболоид).

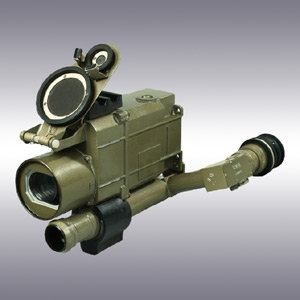
Прибор наведения 9С816 из состава переносного противотанкового ракетного комплекса 9К115/9М115 «Метис» (AT-7 Saxhorn)

- Разработана конструкция и технология изготовления новых типов приборов производственно-технического назначения: нивелир НИ-3, НИК-ЗМ, ПЗН — прибор вертикального проектирования, Микат — микроскоп аналитический с различными вариантами использования (монокулярный, бинокулярный, адаптированный с компьютером), а также традиционный оптический.
- Прибор наведения 9С816 из состава переносного противотанкового ракетного комплекса 9К115/9М115 «Метис» (AT-7 Saxhorn)Разработана конструкция и внедрена в производство серия приборов наведения для противотанковых комплексов, оптико-электронных прицельных комплексов для систем управления огнём легко-бронированной техники, обзорных станций наблюдения.

Продукция завода поставляется украинским потребителям и за рубеж (США, Германию, Россию, Беларусь, Казахстан, Молдову, Францию, и др.)
В 2011 году в результате реструктуризации завод передан в управление Государственного концерна «Укроборонпром». С октября 2012 года предприятие преобразовано в Государственное предприятие «Изюмский приборостроительный завод».
В истории Изюмского приборостроительного завода знаменателен 1973 год, год 50-летия, Указом Президиума Верховного Совета СССР завод награждён орденом Трудового Красного Знамени.
Многие разработки Изюмских приборостроителей защищены авторскими свидетельствами.
За разработку и поставку на серийное производство ряда приборов инженерно-техническим работникам присуждены Государственные премии, разработки отмечены медалями ВДНХ.

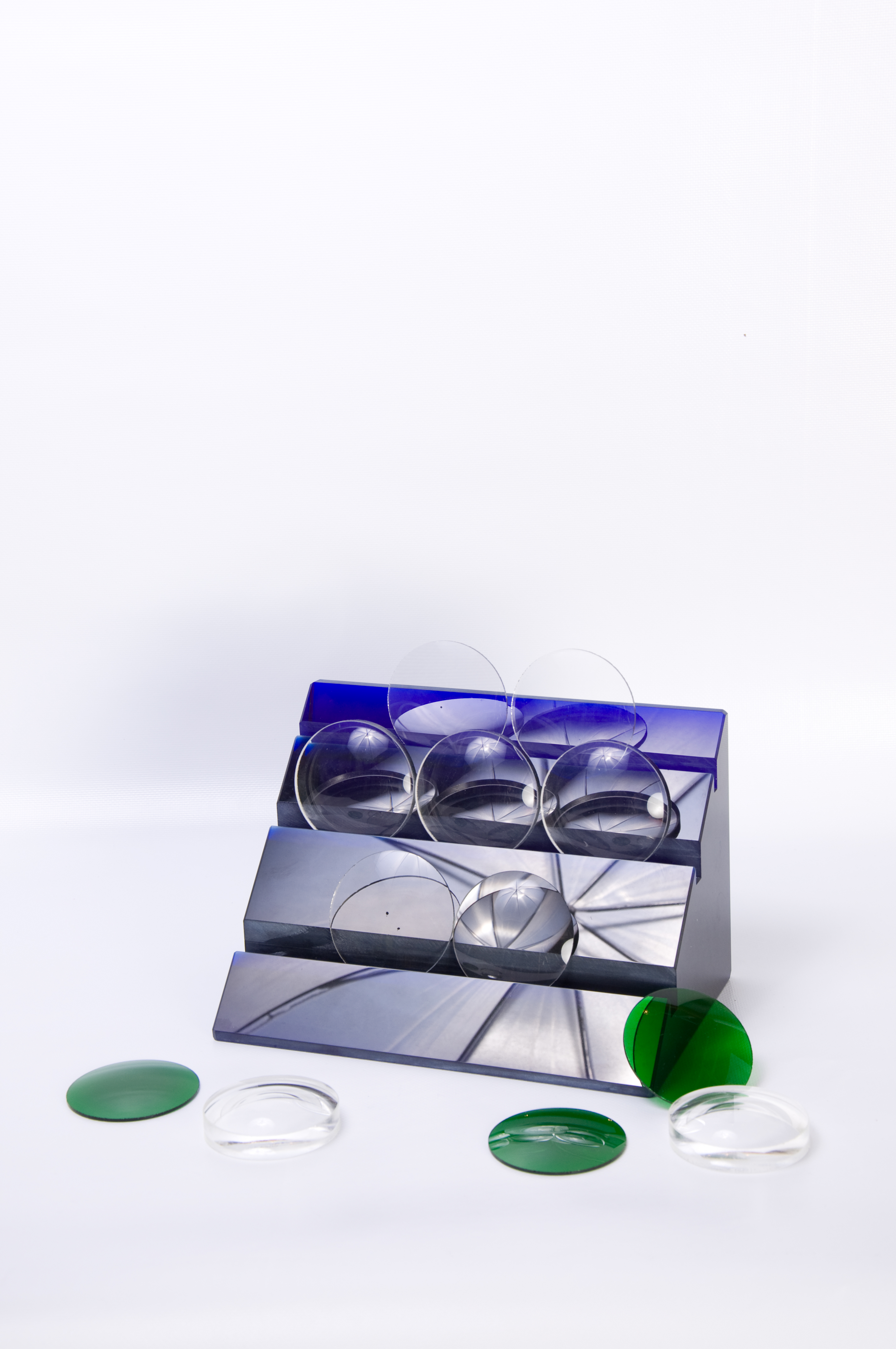
Офтальмологические линзы
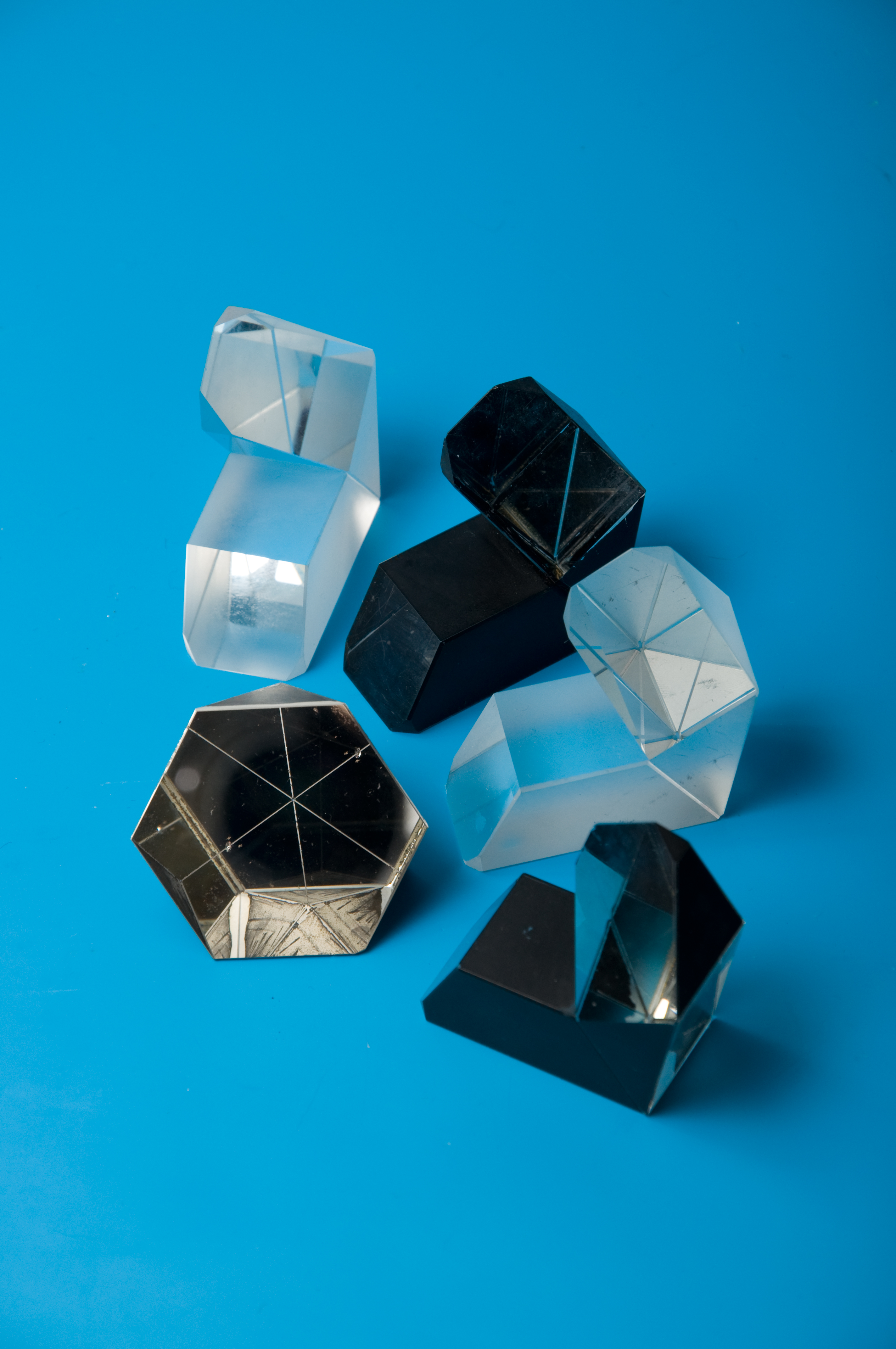
Оптические детали
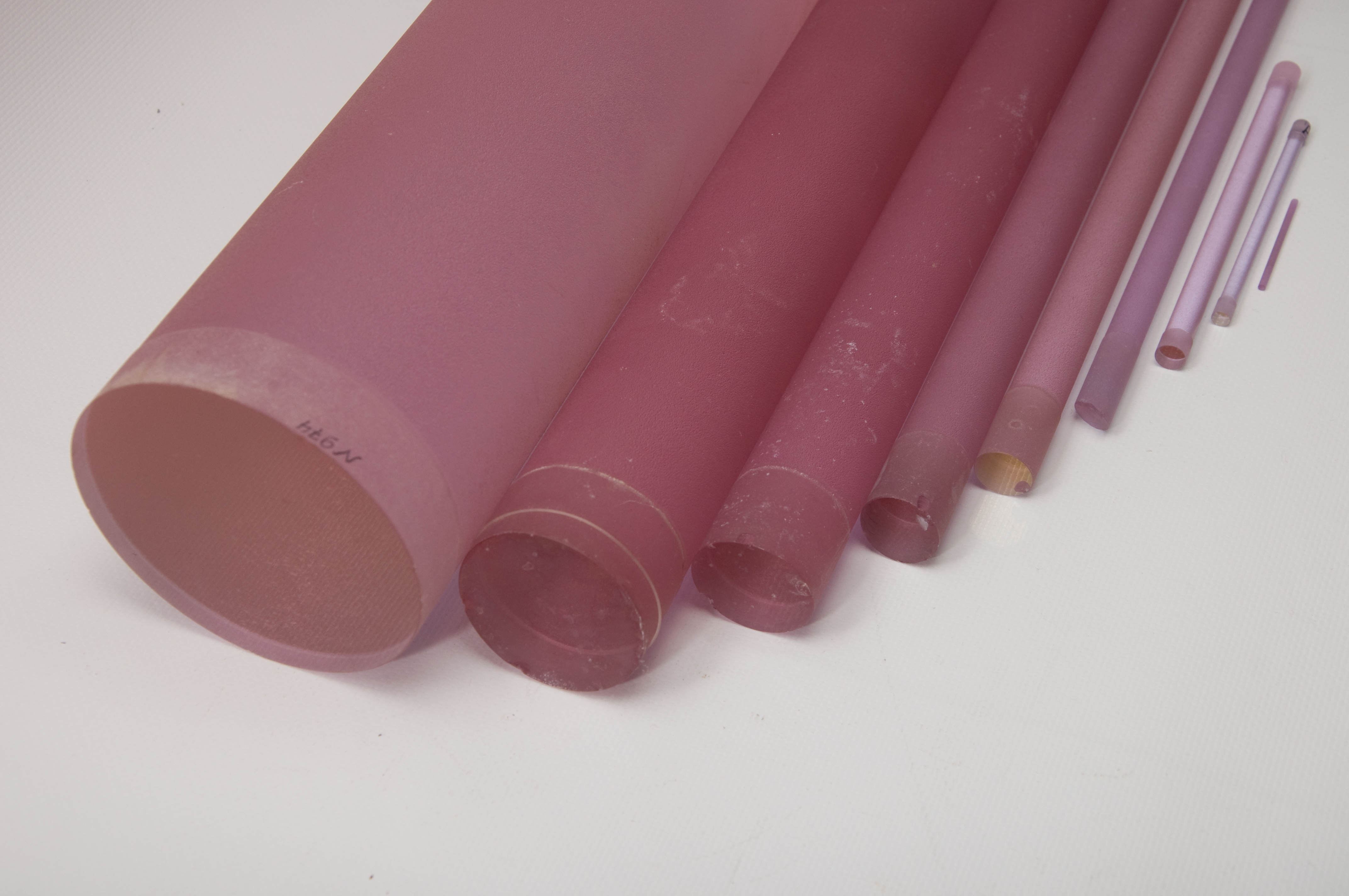
Фосфатное генерирующее люминесцирующее стекло
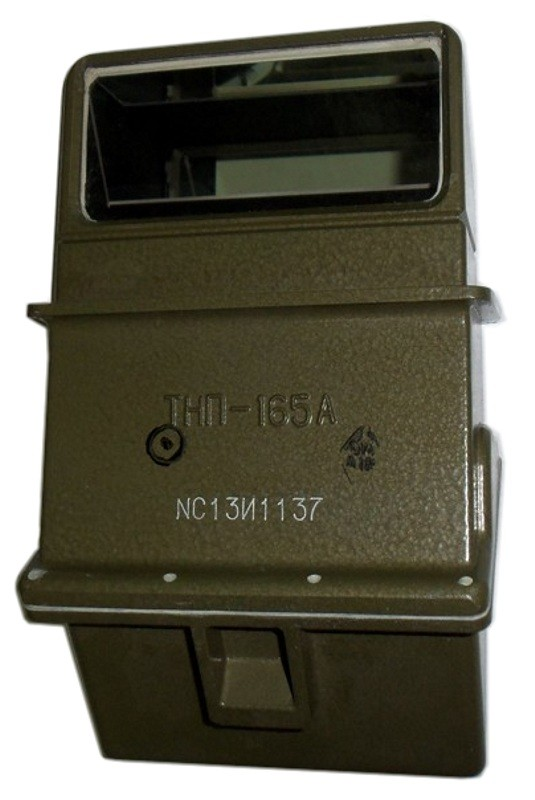
Прибор наблюдения ТНП-165А
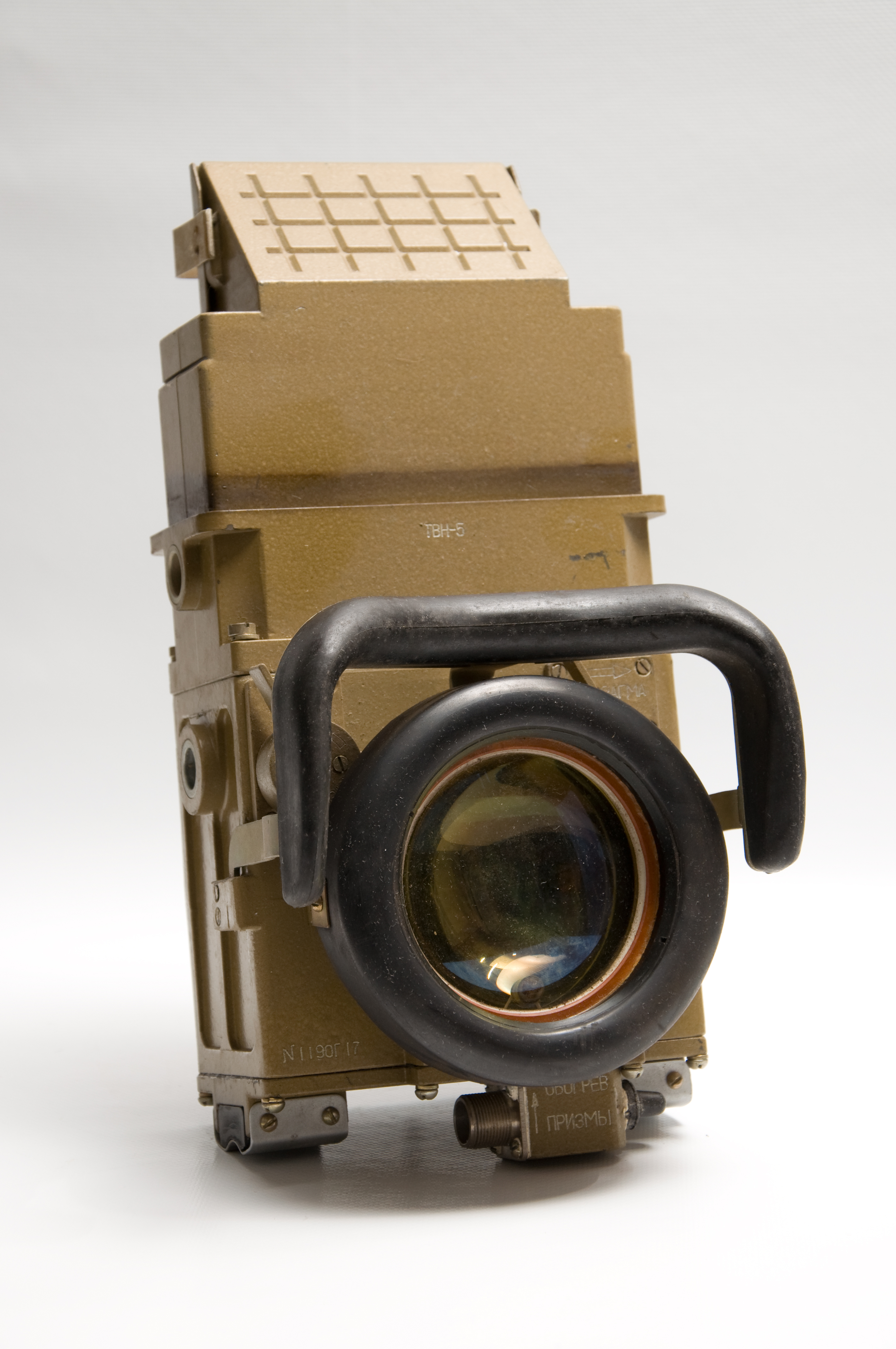
ТВН-5
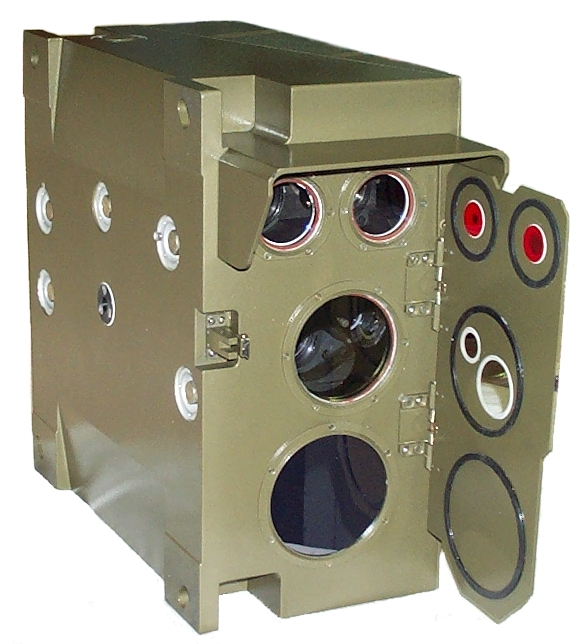
Поисковый прибор 9Ш350И1